# منتخب الاتحاد السوفيتي لكأس فيد
منتخب الاتحاد السوفيتي لكأس فيد هو ممثل الاتحاد السوفيتي الرسمي في كرة المضرب في كأس فيد
.